# 血斑異大眼鯛
血斑異大眼鯛，又稱血斑大眼鯛、灰鰭異大眼鯛，俗名紅目鰱，為輻鰭魚綱鱸形目的其中一個種。

## 分布
本魚分布於全球熱帶及亞熱帶海域，包括西大西洋、加勒比海各島嶼至阿根廷海岸；東大西洋馬德拉群島至聖赫勒拿島；印度太平洋區，從東非至下加利福尼亞、加拉巴哥群島等皆有其蹤跡。

## 深度
水深1至20公尺。

## 特徵
本魚體略高，側扁，呈長卵圓形。眼特大，瞳孔正位於體中線上。吻短。口裂大，近乎垂直；下頜突出，頜骨、鋤骨和腭骨均具齒。前鰓骨後緣及下緣具鋸齒並具有一枚後向之強棘。頭及體部皆被有粗糙堅實不易脫落之櫛鱗，唯前鰓蓋後部不具鱗。體呈紅褐色，背部顏色較暗，在背鰭鰭條部、胸鰭及尾鰭上密布黑色小斑點。側線完全，側線鱗孔數63至81枚。背鰭單一，具硬棘10棘，軟條11至13枚；臀鰭與背鰭幾相對，具硬棘3枚，軟條13至14枚；背鰭及臀鰭後端圓形；胸鰭短小；腹鰭中長，短於頭長；在胸鰭上方有一弓狀彎曲。尾鰭略突，接近截形，上下葉較突出。尾鰭末緣顏色較深。體長可達30公分。

## 生態
棲息在礁湖或向海礁坡的浪拂區下方，屬夜行性魚類，白天常單獨或一小群在一起，到了夜晚，則成群結隊在水層中覓食，為肉食性。

## 經濟利用
為肉質鮮美的食用魚，剝皮煮味增湯，味佳。新鮮者可作生魚片。